# Wizard (gruppo musicale)
I Wizard sono una band power metal tedesca, formata nel 1989.

## Storia
Formati nel 1989 per volere del batterista Sören van Heek, nel 2003 il chitarrista Michael Maass lascia il gruppo a causa di problemi di salute. Viene quindi sostituito da Dano Boland, fino al 2004.
Nel 2006 la band lascia l'etichetta discografica Limb Music dopo 4 album e stipula un nuovo contratto con la Massacre Records, pubblicando l'album Goochan il 27 gennaio 2007.
Il 18 maggio 2007 Michael Maass ritorna nel gruppo dopo una pausa durata 4 anni.

## Stile musicale
Definiti come l'alternativa tedesca ai Manowar, i Wizard presentano testi molto simili alla band statunitense: trattano spesso di battaglie, metal, guerre, saccheggi, ad eccezione dell'album Odin che è basato sulla mitologia norrena.
Tuttavia il gruppo suona in maniera più veloce rispetto ai Manowar, ed il cantante presenta un'estensione vocale molto più ampia.

## Formazione

### Formazione attuale
- Sven D'Anna - voce (1989)
- Sören van Heek (Snoppi) - batteria (1989-presente)
- Michael Maass - chitarra (1989-2003, 2007-presente)
- Arndt Ratering – basso (2013–presente)
- Tommy Hartung – chitarra (2020–present)

### Ex componenti
- Volker Leson – basso (1989–2013)
- Sascha Visser – chitarra (1989–1995)
- Dano Boland – chitarra (2004–2020)

## Discografia

### Demo
- 1992 - Legion of Doom

### Album in Studio
- 1995 - Son of Darkness
- 1997 - Battle of Metal
- 1999 - Bound by Metal
- 2001 - Head of the Deceiver
- 2003 - Odin
- 2005 - Magic Circle
- 2007 - Goochan
- 2009 - Thor
- 2011 - ... Of Wariwulfs and Bluotvarwes
- 2013 - Trail of Death
- 2017 - Fallen Kings
- 2021 - Metal in My Head